# Preference veřejné hromadné dopravy
Preference veřejné hromadné dopravy je činnost směřující ke zvýšení rychlosti, plynulosti a tím i atraktivity hromadné osobní dopravy oproti dopravě individuální, zejména automobilové.
Potřeba preference hromadné dopravy se stává aktuální zejména ve městech s přetíženou komunikační sítí, kde dochází k častým dopravním zácpám (kongescím).
Prakticky a politicky je podpora hromadné dopravy zdůvodňována efektivnějším využíváním dopravního prostoru (pozemní komunikace), případně též menším zatěžováním ovzduší zplodinami spalovacích motorů, zvláště je-li hromadná doprava provozována elektrickou trakcí. Drážní doprava, zejména železniční, je preferována zejména z praktických a bezpečnostních důvodů vzhledem k delší rozjezdové a brzdné vzdálenosti a energetické a časové náročnosti zastavování a rozjezdů.
Preference veřejné hromadné dopravy bývá často spojena i s preferencí a podporou pěší a cyklistické dopravy.

## Způsoby preference železniční dopravy
- vedení železničních drah zásadně po samostatných dopravních tělesech (výjimkou je například most v Bechyni, který je ovšem zabezpečen jako železniční přejezd)
- legislativní stanovení absolutní přednosti před silniční dopravou (v Česku stanoveno Zákonem o dráhách)
- zabezpečení železničních přejezdů signalizačním zařízením, případné též závorami
- mimoúrovňová křížení s pozemními komunikacemi (mosty, podjezdy)

## Způsoby preference tramvajové dopravy
- zřizování úseků tramvajových drah na samostatném drážním tělese, které je možno označovat a zabezpečovat obdobně jako železniční dráhy
- zřizování samostatných tramvajových pásů na pozemních komunikacích, zákonná úprava vjezdu na tramvajový pás silničními vozidly
- oddělování tramvajových pásů od vozovky zvýšením (obrubníkem), podélným dělicím prahem nebo podobným způsobem, zřizování trati s otevřeným nebo zatravněným svrškem, případně příčnými prahy či závorami zabraňujícími vjezdu jiných vozidel.
- omezení vjezdu jiných vozidel na pozemní komunikace s provozem tramvají dopravními značkami
- upřednostnění tramvají na křižovatkách, přejezdech, vyústění nebo odbočení dráhy a podobných místech legislativní úpravou
- upřednostnění tramvají na křižovatkách, přejezdech, vyústění nebo odbočení dráhy a podobných místech detekcí vozidel a postavení výhybek a dynamickým řízením světelných signalizačních zařízení, a to buď absolutní preferencí (tramvaj vůbec nemusí přibrzďovat ani zastavovat) nebo částečnou preferencí (dřívější přivolání nebo prodloužení některé signalizační fáze, vynechávání nepotřebných fází).

## Způsoby preference autobusové a trolejbusové dopravy
- zřizování vyhrazených jízdních pruhů nebo samostatných komunikací pro veřejnou (hromadnou) dopravu a ochrana a preference provozu na nich způsoby používanými vůči tramvajové dopravě
- legislativní zvýhodnění (v České republice například povinnost umožnit autobusu či trolejbusu v obci vyjetí ze zastávky, při přejíždění z vyhrazeného jízdního pruhu)
- stanovení místní úpravy provozu a stavební uspořádání komunikací tak, aby byly preferovány směry s provozem hromadné dopravy

## Obecné způsoby preference
- Zákaz nebo omezení neveřejné dopravy v oblastech, místech nebo úsecích obsluhovaných veřejnou dopravou